# Apogon pselion
Apogon pselion is een straalvinnige vissensoort uit de familie van kardinaalbaarzen (Apogonidae). De wetenschappelijke naam van de soort is voor het eerst geldig gepubliceerd in 1990 door Randall, Fraser & Lachner.